# The Voiceless Message
The Voiceless Message è un cortometraggio muto del 1911 diretto da William V. Ranous.

## Produzione
Il film fu prodotto dalla Vitagraph Company of America.

## Distribuzione
Distribuito dalla General Film Company, il film - un cortometraggio in una bobina - uscì nelle sale cinematografiche USA il 29 novembre 1911.